# Comando Selvagem (Marvel Comics)
Comando Selvagem (Howling Commandos no original) é o apelido de uma unidade especial de elite americana chamada First Attack Squad, que atuava na II Guerra. Ela apareceu pela primeira vez em “Sgt. Fury and his Howling Commandos” n° 1 (maio de 1963).

## História
Na trama, o Comando, cujo quartel ficava em uma base na Inglaterra, tinha como missão lutar na Europa. A unidade, que recebia missões do capitão Happy Sam Sawyer, era comandada pelo sargento Nick Fury e era composta de soldados de elite de diversas etnias: um judeu, um negro, um italiano e até um alemão renegado.

## Outras mídias

### Filmes
No filme Capitão América: O Primeiro Vingador (2011), o Comando aparece, liderado por Capitão América em vez de Nick Fury (que no Universo Marvel Cinematográfico figura na época contemporânea, 70 anos depois da II Guerra). O grupo inclui Dum Dum Dugan, Bucky Barnes, Gabe Jones, Jim Morita, James Montgomery Falsworth, e Jacques Dernier. Uma cena deletada de Os Vingadores (2012) tem o Capitão vendo os arquivos dos membros - em sua maior parte falecidos - do Comando Selvagem. 

### Séries
Os personagens voltam em um episódio de Agent Carter (2015) em que Peggy Carter pede a assistência do Comando para investigar um campo de prisioneiros na União Soviética.

### Desenhos animados
O grupo faz uma participação nos episódios 21 e 22 da segunda temporada de Ultimate Homem-Aranha.